# Spiserør
Spiserøret (øsofagus) er et organ der transporterer mad fra svælget til maven og består hovedsagelig af glat muskelvæv og slimhinde. Transporten i spiserøret er uafhængig af viljens kraft (involuntær). I et normalt voksen menneske er spiserøret omkring 25-30 cm lang, og det bevæger sig på bagsiden af luftrøret under størstedelen af sit forløb.
Det hvilende spiserør er sammenklappet, og strækkes kun når der er føde i den. Føden bevæges igennem spiserøret via en automatisk bølgende bevægelse kaldt peristaltiske bevægelser, der startes af synkerefleksen. Disse bevægelser er enevældigt ansvarlige for både transporten af føde og tilbageholdelse af mavens indhold, uafhængigt af tyngdekraft. Det er altså muligt at, f.eks., drikke vand på hovedet grundet øsofagus muskulatur.
Spiserøret er, ligesom størstedelen af fordøjelsessystemet, bestående af en slimet inderbeklædning, en fleksibel og elastisk submucosa, flere lag muskel og til sidst en bindvævsbeklædning på ydersiden. Både det indre epitel (slimhinden) og muskellaget (tela muscularis) er særligt tykt i øsofagus sammenlignet med resten af fordøjelseskanalen.

## Struktur
Spiserøret er en del af den øvre fordøjelseskanal og er helt overordnet en muskeltunnel bekædt på indersiden af en beskyttende og smørende slimhinde. Muskelstrukturen er i den første tredjedel af spiserøret hovedsageligt skeletmuskulatur, altså viljestyret, som faciliterer synkerefleksen. Skeletmuskulaturen afgår dog gradvist til glat muskulatur, som bevæger sig peristaltisk via det autonoma nervesystem. Ved dens overgang til mavesækken består spiserøret udelukkende af glat muskulatur.

## Embryologi
Spiserøret udvikles fra fortarmen.
I en kort periode er anlægget til spiserøret lukket, men det re-kanaliseres igen.

## Eksterne links
- Barretts øsofagus. Sundhed.dk